# Jacob Cornelisz. van Oostsanen

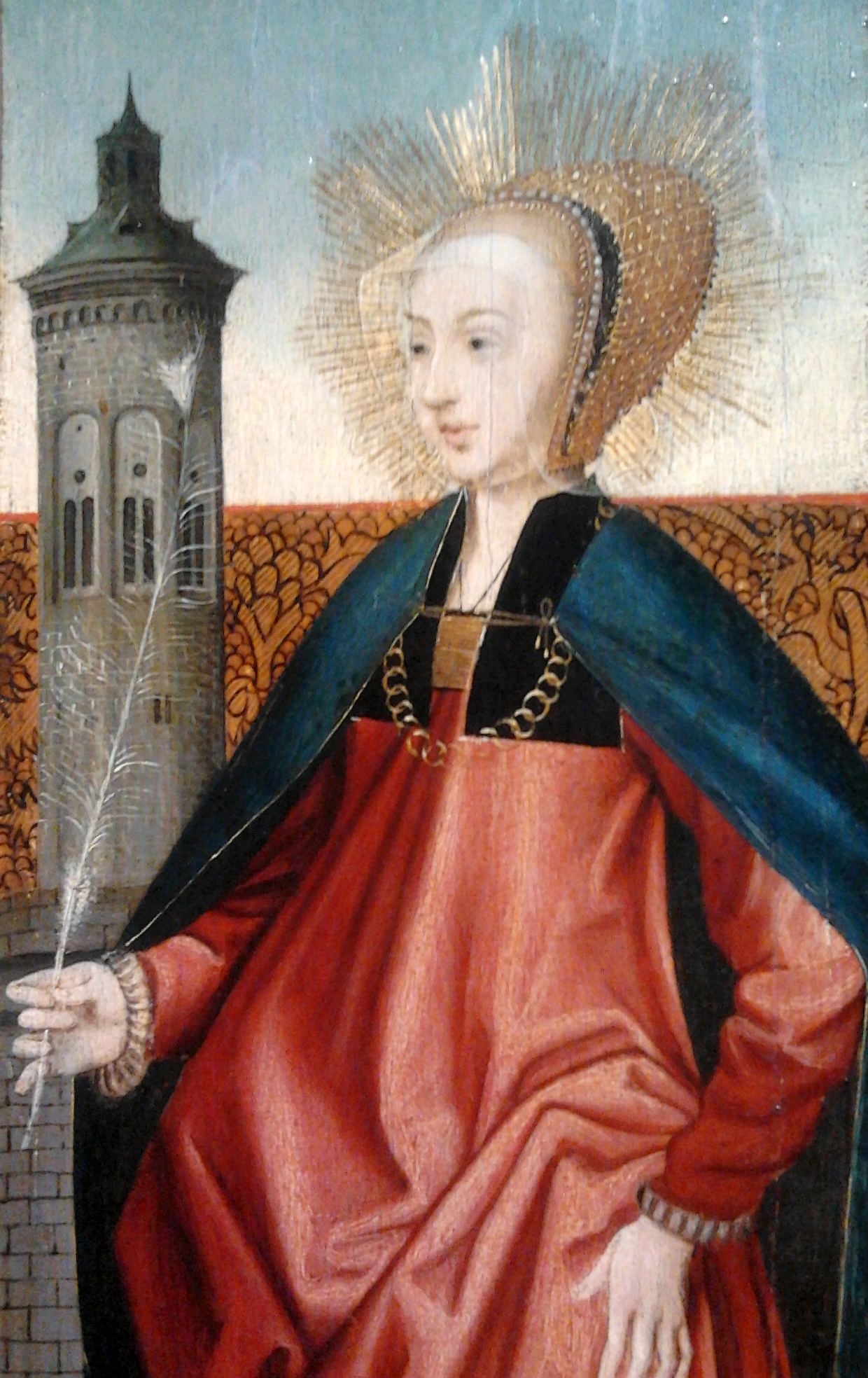
Św. Barbara (ok. 1520)

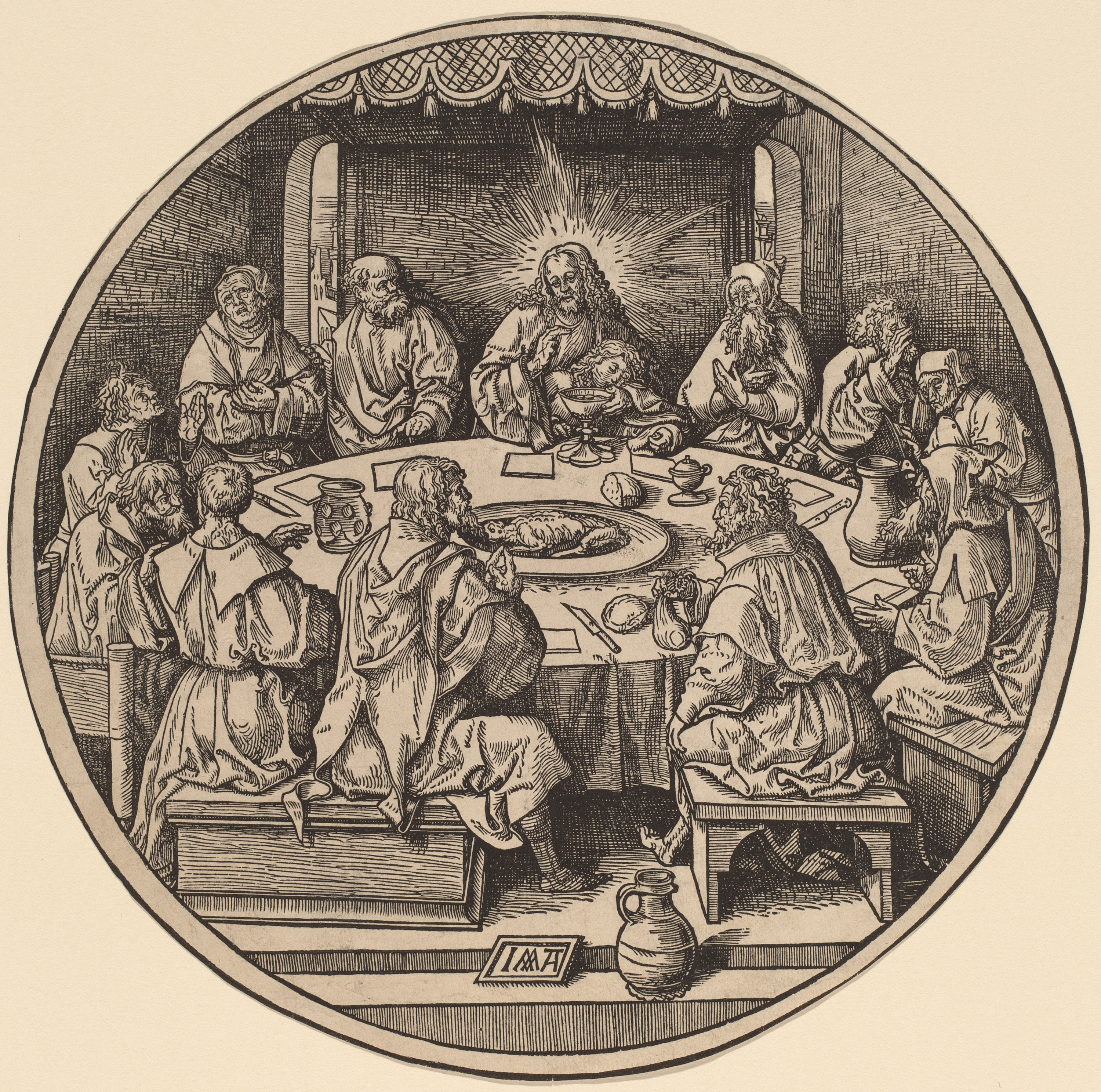
Ostatnia Wieczerza (1511-14)

Jacob Cornelisz van Oostsanen, zw. też Jacob van Amsterdam (ur. ok. 1472/77 w Oostsanen, zm. 18 października 1533 w Amsterdamie) – niderlandzki malarz i grafik okresu renesansu.
Był synem malarza portrecisty. Działał głównie w Amsterdamie, ale pracował także w Alkmarze (1518-19), Hoorn (1522) i w opactwie Egmond (1527). Tworzył głównie obrazy religijne pod wpływem Geertgena tot Sint Jansa oraz drzeworyty pod wpływem  Albrechta Dürera, z którym być może spotkał się w Antwerpii w 1521. Wykonywał też kartony do witraży i projektował tkaniny. Pozostawił 27 obrazów i ponad 200 drzeworytów (m.in. cykle: Życie Marii, Pasja). 
Był nauczycielem Jana van Scorela. Jego syn Dirck Jacobsz (1496-1567) również był malarzem. 

## Wybrane dzieła
- Opłakiwanie -  Muzeum Narodowe w Poznaniu
- Noli me tangere -  1507, 55 x 39 cm, Museum Schloss Wilhelmshöhe, Kassel
- Ukrzyżowanie -  ok. 1510, 105 x 87 cm, Rijksmuseum, Amsterdam
- Sceny z życia św. Huberta -  ok. 1510, 118 x 68 cm, Gemäldegalerie, Berlin
- Mąż Boleści -  ok. 1510, Museum Mayer van den Bergh, Antwerpia
- Pokłon pasterzy z donatorami i ich świętymi patronami -  1512, Museo di Capodimonte, Neapol
- Ukrzyżowanie z donatorami i świętymi -  ok. 1515, 69,5 x 52 cm, Amstelkring Museum, Amsterdam
- Ołtarz św. Hieronima -  1517, 176,5 x 113 cm + 175 x 44,5 cm (skrzydła), Muzeum Historii Sztuki w Wiedniu, Wiedeń
- Tryptyk Pompejusza Occo i jego żony -  1518, 107 × 132 cm, Królewskie Muzeum Sztuk Pięknych, Antwerpia
- Ukryżowanie z donatorami i świętymi -  ok. 1515, 69,5 x 52 cm, Amstelkring Museum, Amsterdam
- Tryptyk z Pokłonem Trzech Króli, donatorami i świętymi -  1517, 83 x 56 cm + 2 x 83 x 25 cm, Rijksmuseum, Amsterdam
- Jan Gerritsz. van Egmond -   ok. 1518, 42,4 x 32,8 cm, Rijksmuseum, Amsterdam
- Tryptyk Augustyna van Teylingena -  ok. 1518, 42 x 32 cm + 50 x 17 cm (skrzydła), Gemäldegalerie, Berlin 
  - Madonna z Dzieciątkiem i muzykującym aniołem -  część środkowa 
  - Augustijn van Teylingen -  lewe skrzydło 
  - Judoca van Egmond ze św. Barbarą -  prawe skrzydło 
  - Św. Anna Samotrzecia -  lewe skrzydło zamknięte 
  - Św. Elżbieta -  prawe skrzydło zamknięte
- Św. Barbara -  ok. 1520, 48 × 13,5 cm, Muzeum Narodowe w Warszawie
- Salome z głową Jana Chrzciciela -  1524, 71,8 x 53,6 cm, Rijksmuseum, Amsterdam
- Ukrzyżowanie -  1524, 66,5 × 54,8 cm, Museum voor Schone Kunsten, gandawa
- Portret królowej Elżbiety Duńskiej -  1524, 33 x 23 cm, Muzeum Thyssen-Bornemisza
- Saul i czarownica z Endoru -  1526, 85,5 × 122,8 cm, Rijksmuseum, Amsterdam
- Autoportret  1533, 38 x 30 cm, Rijksmuseum, Amsterdam
- Św. Hieronim -  48 x 43 cm, Prado, Madryt

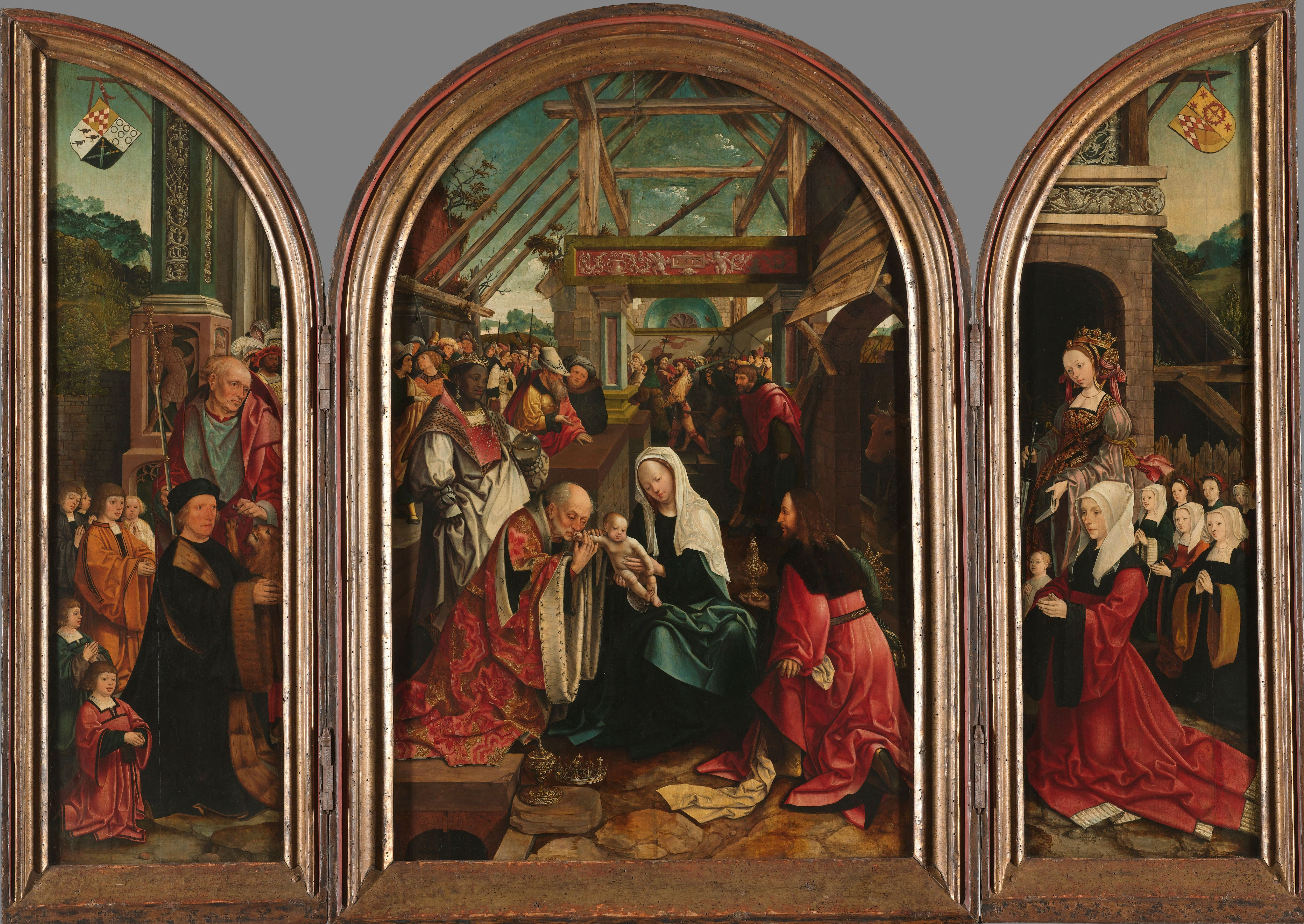
Tryptyk z Pokłonem Trzech Króli (1517)